# Cendrillon (Massenet)
Cendrillon (in italiano: Cenerentola) è un'opera lirica in quattro atti, di genere fiabesco, composta da Jules Massenet, su libretto di Henri Caïn.  L'opera fu composta nel 1894-1895 e presentata con successo per la prima volta all'Opéra-Comique di Parigi il 24 maggio 1899 diretta da Alexandre Luigini, all'apice della carriera di Massenet.
Il successivo 24 dicembre avviene la cinquantesima recita all'Opéra-Comique diretta da Luigini.
Al Teatro Lirico di Milano la prima è stata il successivo 28 dicembre come Cenerentola nella traduzione di Amintore Galli.
Come Cenerentola avviene la prima al Teatro La Fenice di Venezia il 28 gennaio 1903 diretta da Rodolfo Ferrari.
Nel Regno Unito la première è stata nel 1928 al Little Theatre in the Adelphi di Londra.
Al Teatro Regio di Torino va in scena nel 1996 diretta da Bruno Campanella con Cecilia Gasdia/Patrizia Ciofi.
Al Grand Théâtre di Ginevra la prima è stata nel 1998.
Nel 2006 avviene la prima al Theatre Royal di Glasgow ed al Festival Theatre di Edimburgo per la Royal Scottish Academy of Music and Drama (RSAMD) ed all'Opera di Santa Fe (Nuovo Messico) con Joyce DiDonato.
Al Royal Opera House, Covent Garden di Londra la première è stata nel 2011 con Ewa Podleś e la DiDonato.
Nel 2014 va in scena alla Juilliard School di New York.
nel 2024 va in scena al Royal Birmingham Conservatoire di Birmingham.

## L'opera
Si tratta di una delle composizioni più ricche di fascino del compositore, che conobbe, al suo debutto, un successo folgorante, dando vita a non meno di cinquanta rappresentazioni durante la sua prima stagione.  Quest'opera lirica, insieme con Manon e Werther, è una delle più frequentemente rappresentate fra le venticinque composte da Massenet, benché non si tratti di un'opera del repertorio più consueto. Il libretto è basato sulla versione di Charles Perrault della fiaba di Cenerentola.
Il ruolo del Principe azzurro è cantato da un "soprano di sentimento" (secondo il libretto, una voce di soprano scura e tipicamente francese).

## Discografia parziale
- Cendrillon - Frederica von Stade/Ambrosian Opera Chorus/Julius Rudel/Philharmonia Orchestra/Nicolai Gedda/Jane Berbié, 1979 Sony/CBS